# Caso Aquaparque
O Caso Aquaparque (também apelidado "Aquaparque da Morte") foi um dos nomes dados a uma tragédia e história mediática que envolveu a morte de duas crianças em Julho de 1993 no Aquaparque do Restelo e o subsequente encerramento do mesmo.
O caso foi altamente reportado nos meios de comunicação portugueses e causou choque na sociedade portuguesa à medida em que os detalhes do acontecimento iam lentamente sendo trazidos à luz: o que inicialmente aparentavam ser os desaparecimentos não relacionados de duas crianças de 9 anos acabou por se confirmar na morte das mesmas após terem sido sugadas pelas tubagens das piscinas.